# Drop (SQL)
Een DROP-opdracht in SQL wordt gebruikt om een bestaande database, tabel, index of view te verwijderen.
Een DROP verwijdert het onderdeel in een relationele database. De typen objecten die verwijderd kunnen worden, zijn afhankelijk van welk databasesysteem wordt gebruikt, maar de meeste ondersteunen de mogelijkheid van tabellen, gebruikers en databases. Sommige systemen zoals PostgreSQL staan een DROP-instructie toe binnen een transactie, waardoor deze kan worden teruggedraaid.
Gebruik:
```
DROP objecttype objectnaam;
```

## Voorbeelden
Om een database genaamd 'medewerkers' te verwijderen gebruikt men:
```
 
DROP
 
DATABASE
 
medewerkers
;

```

Het is ook mogelijk meerdere tabellen met een instructie te verwijderen:
```
 
DROP
 
TABLE
 
medewerkers
,
 
verkoop
,
 
aantallen
;

```